# Gennadiusz (Tubierozow)
Gennadiusz, imię świeckie: Aleksandr Władimirowicz Tubierozow (ur. 23 sierpnia 11 sierpnia?/23 sierpnia 1875, zm. 18 maja 1923 w Pskowie) – rosyjski biskup prawosławny. 

## Życiorys
W 1895 ukończył seminarium duchowne w Nowogrodzie. Od roku następnego był nauczycielem w szkole parafialnej w tym samym mieście, złożył również wieczyste śluby mnisze z imieniem Gennadiusz. W 1897 przyjął święcenia kapłańskie. Od 1898 do 1900 był wykładowcą szkoły misjonarzy w Bijsku. Następnie ukończył Petersburską Akademię Duchowną, w której od 1904 był wykładowcą homiletyki i liturgiki. W 1909 został przełożonym Pieczerskiego Monasteru Wniebowstąpienia Pańskiego z godnością archimandryty. 
27 września 1909 w Ławrze św. Aleksandra Newskiego miała miejsce jego chirotonia na biskupa bałachińskiego, wikariusza eparchii niżnonowogrodzkiej. Jako główny konsekrator w ceremonii wystąpił metropolita petersburski i ładoski Antoni. W 1914 został przeniesiony do eparchii petersburskiej jako biskup narewski. Po wyborze biskupa Beniamina (Kazanskiego) na urząd metropolity piotrogrodzkiego w 1917 został jego najbliższym współpracownikiem. W tym samym roku uczestniczył w Soborze Lokalnym Rosyjskiego Kościoła Prawosławnego. W 1919 pełnił funkcję locum tenens eparchii ryskiej w związku ze śmiercią biskupa Platona. 
W 1919 został biskupem pskowskim i porchowskim. W 1922 został aresztowany przez władze bolszewickie w związku ze swoim zdecydowanym sprzeciwem wobec ruchu Żywej Cerkwi, jednak jeszcze w tym samym roku zwolniono go. Duchowny zamieszkał w żeńskim monasterze św. Jana w Pskowie, gdzie rok później zmarł. Pochowany na cmentarzu monasterskim; jego szczątki przeniesiono następnie do soboru katedralnego w Pskowie.